# Rickie Lambert
Richard Lee Lambert, detto Rickie Lambert (Liverpool, 16 febbraio 1982), è un ex calciatore inglese, di ruolo attaccante.

## Biografia
Tra il 2000 e il 2001 ha lavorato presso un'azienda agricola, raccogliendo e imbottigliando barbabietole.

## Caratteristiche
Attaccante forte fisicamente e bravo nel colpo di testa, compensava la scarsa tecnica individuale con un ottimo fiuto del gol ed una buona potenza di tiro; grande rigorista, durante la sua carriera ne ha realizzati sessanta su sessantatré.

## Carriera

### Blackpool
Lambert inizia la sua carriera calcistica nel Blackpool nel 1998, all'età di sedici anni; il suo debutto, però, avviene nella stagione successiva, nella quale colleziona solo tre presenze. Non riuscendo a trovare spazio nella squadra, nel 2000 decide di svincolarsi.

### Macclesfield
Nel gennaio del 2001 si aggrega al Macclesfield, dove ha dimostrato di essere un elemento portante per la squadra. I suoi primi gol risalgono al 24 novembre 2001, quando sigla una tripletta nella partita di campionato contro il Luton Town.

### Stockport
Nel 2002 passa allo Stockport County, allora militante in Football League One, per trecento mila sterline, cifra record per il Macclesfield. Durante la sua permanenza allo Stockport dimostra di essere l'elemento fondamentale della squadra, collezionando in tre stagioni diciotto gol.

### Rochdale
Il 17 febbraio 2005, viene acquistato dal Rochdale, allora militante in Football League Two. Pur giocando solamente una stagione e mezza al Rochdale, colleziona 64 presenze e 28 gol segnati.

### Bristol Rovers
Nel mese di agosto del 2006 viene acquistato dal Bristol Rovers per 200.000 sterline. Nonostante sia stato subito inserito nell'elenco dei titolari, il suo primo gol della stagione lo ha siglato a novembre, nella partita contro il Barnet. Nell'ultima partita di campionato contro l'Hartlepool United ha segnato il gol della vittoria permettendo al Bristol Rovers di partecipare ai play-off della Football League Two.
Nella stagione 2007-2008 ha giocato in ogni partita, segnando un totale di 19 gol in tutte le competizioni.
Nella stagione seguente è stato eletto, assieme a Simon Cox, uno dei migliori giocatori della Football League One per le sue notevoli prestazioni in campionato.

### Southampton
Il 10 agosto 2009 approda al Southampton per 1 milione di sterline. Il suo debutto per i Saints risale all'11 agosto 2009, nella prima di campionato contro il Northampton Town, finendo la stagione come capocannoniere della squadra, con 33 reti in tutte le competizioni. Nelle stagioni successive, l'attaccante diventerà l'elemento chiave della squadra, soprattutto nella stagione 2011-2012, in cui ha segnato 27 gol in totale, determinando così la promozione del Southampton in Premier League dopo sette anni. Il 17 agosto 2013 ha segnato il primo gol stagionale del Southampton in Premier League, nella vittoria per 1-0 sul campo del West Bromwich Albion, realizzando un calcio di rigore al 90º minuto.

### Liverpool
Il 2 giugno 2014 viene acquistato dal Liverpool per sette milioni di euro, coronando così il sogno di giocare per la squadra della propria città natale. Il 17 agosto 2014 fa il suo esordio con la nuova maglia, nella vittoria per 2-1 contro il Southampton, sua ex squadra, subentrando a Philippe Coutinho al 76º minuto di gioco. In seguito alle deludenti prestazioni di Mario Balotelli, il tecnico Brendan Rodgers per l'attacco si affida a Lambert, che ripaga la fiducia dell'allenatore e segna i suoi primi due gol con i Reds (contro il Ludogorets in Champions League ed il Crystal Palace in campionato). Chiude la sua prima ed unica stagione al Liverpool con 36 presenze tra campionato e coppe, segnando soltanto tre gol.

### West Bromwich
Il 31 luglio 2015 viene acquistato per cinque milioni di euro dal West Bromwich Albion, con cui firma un contratto biennale.

### Cardiff
Il 31 agosto 2016 passa al Cardiff. Il 2 ottobre 2017 annuncia il suo ritiro dal calcio giocato.

### Nazionale
Esordisce con la nazionale inglese all'età di 31 anni e sei mesi, il 14 agosto 2013 contro la Scozia: subentrato a Wayne Rooney nella ripresa, segna la rete del definitivo 3-2 appena tre minuti più tardi. Viene convocato per il Mondiale 2014, durante il quale scende in campo in un'occasione.

## Statistiche

### Presenze e reti nei club
| Stagione                 | Squadra                  | Campionato               | Campionato | Campionato | Coppe nazionali | Coppe nazionali | Coppe nazionali | Coppe continentali | Coppe continentali | Coppe continentali | Altre coppe | Altre coppe | Altre coppe | Totale | Totale |
| Stagione                 | Squadra                  | Comp                     | Pres       | Reti       | Comp            | Pres            | Reti            | Comp               | Pres               | Reti               | Comp        | Pres        | Reti        | Pres   | Reti   |
| ------------------------ | ------------------------ | ------------------------ | ---------- | ---------- | --------------- | --------------- | --------------- | ------------------ | ------------------ | ------------------ | ----------- | ----------- | ----------- | ------ | ------ |
| 1998-1999                | Blackpool                | SD                       | 0          | 0          | FACup+CdL       | 0               | 0               | -                  | -                  | -                  | FLT         | 0           | 0           | 0      | 0      |
| 1999-2000                | Blackpool                | SD                       | 3          | 0          | FACup+CdL       | 0               | 0               | -                  | -                  | -                  | FLT         | 0           | 0           | 3      | 0      |
| Totale Blackpool         | Totale Blackpool         | Totale Blackpool         | 3          | 0          |                 | 0               | 0               |                    | -                  | -                  |             | 0           | 0           | 3      | 0      |
| gen.-giu. 2001           | Macclesfield Town        | TD                       | 9          | 0          | FACup+CdL       | 0+0             | 0               | -                  | -                  | -                  | FLT         | 0           | 0           | 9      | 0      |
| 2001-2002                | Macclesfield Town        | TD                       | 35         | 8          | FACup+CdL       | 4+0             | 2+0             | -                  | -                  | -                  | FLT         | 1           | 0           | 40     | 10     |
| Totale Macclesfield Town | Totale Macclesfield Town | Totale Macclesfield Town | 44         | 8          |                 | 4               | 2               |                    | -                  | -                  |             | 1           | 0           | 49     | 10     |
| 2002-2003                | Stockport County         | SD                       | 29         | 2          | FACup+CdL       | 0+1             | 0               | -                  | -                  | -                  | FLT         | 2           | 0           | 32     | 2      |
| 2003-2004                | Stockport County         | SD                       | 40         | 12         | FACup+CdL       | 1+2             | 0               | -                  | -                  | -                  | FLT         | 2           | 1           | 45     | 13     |
| 2004-gen. 2005           | Stockport County         | FL1                      | 29         | 4          | FACup+CdL       | 2+0             | 0               | -                  | -                  | -                  | FLT         | 2           | 0           | 33     | 4      |
| Totale Stockport County  | Totale Stockport County  | Totale Stockport County  | 98         | 18         |                 | 6               | 0               |                    | -                  | -                  |             | 6           | 1           | 110    | 19     |
| gen.-giu. 2005           | Rochdale                 | FL2                      | 15         | 6          | FACup+CdL       | 0+0             | 0               | -                  | -                  | -                  | FLT         | 0           | 0           | 15     | 6      |
| 2005-2006                | Rochdale                 | FL2                      | 49         | 22         | FACup+CdL       | 1+1             | 0               | -                  | -                  | -                  | FLT         | 2           | 0           | 53     | 22     |
| Totale Rochdale          | Totale Rochdale          | Totale Rochdale          | 64         | 28         |                 | 2               | 0               |                    | -                  | -                  |             | 2           | 0           | 68     | 28     |
| 2006-2007                | Bristol Rovers           | FL2                      | 36+3       | 8+1        | FACup+CdL       | 5+0             | 0               | -                  | -                  | -                  | FLT         | 5           | 1           | 49     | 10     |
| 2007-2008                | Bristol Rovers           | FL1                      | 46         | 13         | FACup+CdL       | 8+2             | 6+0             | -                  | -                  | -                  | FLT         | 1           | 0           | 57     | 19     |
| 2008-2009                | Bristol Rovers           | FL1                      | 46         | 29         | FACup+CdL       | 1+1             | 0               | -                  | -                  | -                  | FLT         | 1           | 0           | 49     | 29     |
| Totale Bristol Rovers    | Totale Bristol Rovers    | Totale Bristol Rovers    | 128+3      | 51+1       |                 | 17              | 6               |                    | -                  | -                  |             | 7           | 1           | 155    | 59     |
| 2009-2010                | Southampton              | FL1                      | 45         | 30         | FACup+CdL       | 5+2             | 2+1             | -                  | -                  | -                  | FLT         | 6           | 3           | 58     | 36     |
| 2010-2011                | Southampton              | FL1                      | 45         | 21         | FACup+CdL       | 4+2             | 0               | -                  | -                  | -                  | FLT         | 1           | 0           | 52     | 21     |
| 2011-2012                | Southampton              | FLC                      | 42         | 27         | FACup+CdL       | 2+4             | 2+2             | -                  | -                  | -                  | -           | -           | -           | 48     | 31     |
| 2012-2013                | Southampton              | PL                       | 38         | 15         | FACup+CdL       | 0+0             | 0               | -                  | -                  | -                  | -           | -           | -           | 38     | 15     |
| 2013-2014                | Southampton              | PL                       | 37         | 13         | FACup+CdL       | 2+0             | 1+0             | -                  | -                  | -                  | -           | -           | -           | 39     | 14     |
| Totale Southampton       | Totale Southampton       | Totale Southampton       | 207        | 106        |                 | 21              | 8               |                    | -                  | -                  |             | 7           | 3           | 235    | 117    |
| 2014-2015                | Liverpool                | PL                       | 25         | 2          | FACup+CdL       | 4+3             | 0               | UCL+UEL            | 3+1                | 1+0                | -           | -           | -           | 36     | 3      |
| 2015-2016                | West Bromwich            | PL                       | 20         | 1          | FACup+CdL       | 3+3             | 0               | -                  | -                  | -                  | -           | -           | -           | 26     | 1      |
| 2016-2017                | Cardiff City             | FLC                      | 18         | 4          | FACup+CdL       | 1+0             | 0               | -                  | -                  | -                  | -           | -           | -           | 19     | 4      |
| Totale carriera          | Totale carriera          | Totale carriera          | 610        | 219        |                 | 64              | 16              |                    | 4                  | 1                  |             | 23          | 6           | 702    | 242    |

### Cronologia presenze in nazionale
| Cronologia completa delle presenze e delle reti in nazionale ― Inghilterra | Cronologia completa delle presenze e delle reti in nazionale ― Inghilterra | Cronologia completa delle presenze e delle reti in nazionale ― Inghilterra | Cronologia completa delle presenze e delle reti in nazionale ― Inghilterra | Cronologia completa delle presenze e delle reti in nazionale ― Inghilterra | Cronologia completa delle presenze e delle reti in nazionale ― Inghilterra | Cronologia completa delle presenze e delle reti in nazionale ― Inghilterra | Cronologia completa delle presenze e delle reti in nazionale ― Inghilterra |
| Data                                                                       | Città                                                                      | In casa                                                                    | Risultato                                                                  | Ospiti                                                                     | Competizione                                                               | Reti                                                                       | Note                                                                       |
| -------------------------------------------------------------------------- | -------------------------------------------------------------------------- | -------------------------------------------------------------------------- | -------------------------------------------------------------------------- | -------------------------------------------------------------------------- | -------------------------------------------------------------------------- | -------------------------------------------------------------------------- | -------------------------------------------------------------------------- |
| 14-8-2013                                                                  | Londra                                                                     | Inghilterra                                                                | 3 – 2                                                                      | Scozia                                                                     | Amichevole                                                                 | 1                                                                          | 67’                                                                        |
| 6-9-2013                                                                   | Londra                                                                     | Inghilterra                                                                | 4 – 0                                                                      | Moldavia                                                                   | Qual. Mondiali 2014                                                        | 1                                                                          | 71’                                                                        |
| 10-9-2013                                                                  | Kiev                                                                       | Ucraina                                                                    | 0 – 0                                                                      | Inghilterra                                                                | Qual. Mondiali 2014                                                        | -                                                                          |                                                                            |
| 19-11-2013                                                                 | Londra                                                                     | Inghilterra                                                                | 0 – 1                                                                      | Germania                                                                   | Amichevole                                                                 | -                                                                          | 76’                                                                        |
| 4-6-2014                                                                   | Miami Gardens                                                              | Ecuador                                                                    | 2 – 2                                                                      | Inghilterra                                                                | Amichevole                                                                 | 1                                                                          | 84’                                                                        |
| 7-6-2014                                                                   | Miami Gardens                                                              | Inghilterra                                                                | 0 – 0                                                                      | Honduras                                                                   | Amichevole                                                                 | -                                                                          | 79’                                                                        |
| 19-6-2014                                                                  | San Paolo                                                                  | Uruguay                                                                    | 2 – 1                                                                      | Inghilterra                                                                | Mondiali 2014 - 1º turno                                                   | -                                                                          | 87’                                                                        |
| 3-9-2014                                                                   | Londra                                                                     | Inghilterra                                                                | 1 – 0                                                                      | Norvegia                                                                   | Amichevole                                                                 | -                                                                          | 89’                                                                        |
| 8-9-2014                                                                   | Basilea                                                                    | Svizzera                                                                   | 0 – 2                                                                      | Inghilterra                                                                | Qual. Euro 2016                                                            | -                                                                          | 90’                                                                        |
| 12-10-2014                                                                 | Tallinn                                                                    | Estonia                                                                    | 0 – 1                                                                      | Inghilterra                                                                | Qual. Euro 2016                                                            | -                                                                          | 80’                                                                        |
| 18-11-2014                                                                 | Glasgow                                                                    | Scozia                                                                     | 1 – 3                                                                      | Inghilterra                                                                | Amichevole                                                                 | -                                                                          | 80’                                                                        |
| Totale                                                                     |                                                                            | Presenze                                                                   | 11                                                                         |                                                                            | Reti                                                                       | 3                                                                          |                                                                            |

## Palmarès

### Club
- Football League Trophy: 1

Southampton: 2009-2010

### Individuale
- Capocannoniere della Football League One: 2

2008-2009 (29 gol), 2009-2010 (30 gol)
- Capocannoniere della Football League Championship: 1

2011-2012 (27 gol)
- Championship Player of the Year: 1

2011-2012